# Félix Duban
Félix Louis Jacques Duban, född 14 oktober 1798 i Paris, död 8 oktober 1870 i Bordeaux, var en fransk arkitekt.
Duban utbildade sig i klassisk anda särskilt genom studier i Italien. Han utförde efter François Debret byggnaderna för École des Beaux-Arts i Paris, restaurerade slottet i Blois samt Louvrens Seine-fasad och inlade stor förtjänst genom återställande av Galerie d'Apollon efter Charles Le Bruns planer.